# Musikensembles der Hochschule München

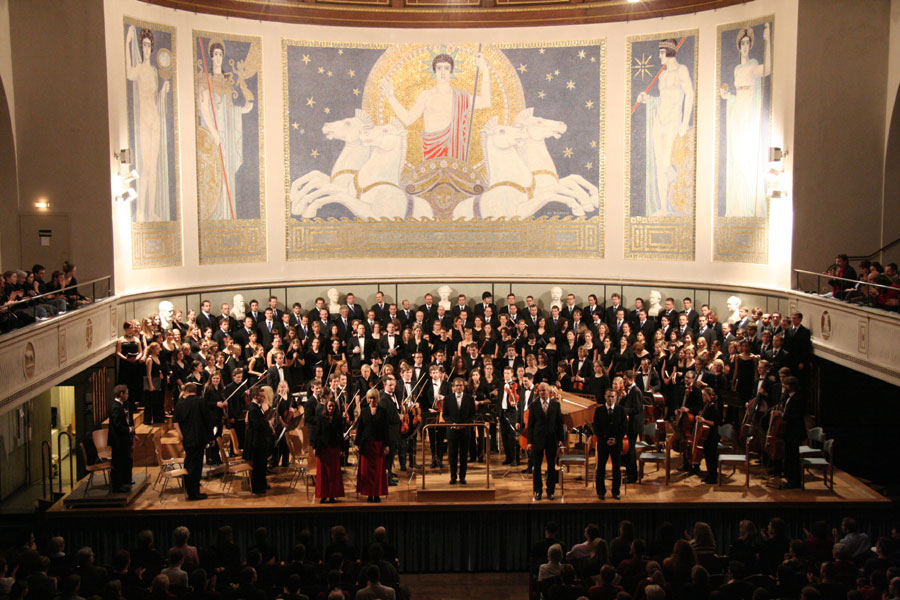
Chor und Orchester 2006

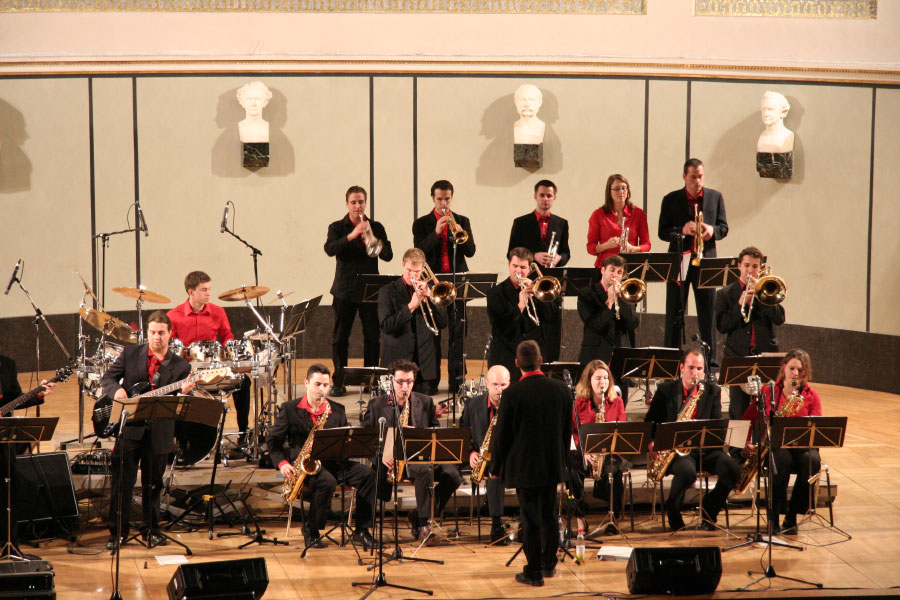
Bigband 2006

Die Musikensembles der Hochschule München sind Einrichtungen der Fakultät Studium Generale und Interdisziplinäre Studien an der Hochschule für angewandte Wissenschaften München. Die Hochschule hat drei Musikensembles, das Symphonieorchester, den Chor und die Bigband.

## Musik an der Fakultät Studium Generale und Interdisziplinäre Studien
Im Gegensatz zu den anderen Fakultäten bietet die Fakultät Studium Generale und Interdisziplinäre Studien (Fakultät 13) der Hochschule München keinen eigenen Studiengang an, sondern nur einzelne Fächer, aus denen Studenten der anderen Studiengänge im Verlauf ihres Studiums eine bestimmte Anzahl als „allgemeinwissenschaftliche Wahlpflichtfächer“ belegen müssen. Zusätzlich können diese Fächer auch als freiwillige Wahlfächer belegt werden.
Unter diesen Fächern befinden sich unter anderen solche aus dem Gebiet der Musik. Neben Vorlesungen über Musiktheorie, Musikgeschichte usw. werden auch musikalische Praktika angeboten, die im Symphonieorchester, im Chor und in der Bigband abgeleistet werden können. Dabei wird in der Regel jedes Semester ein neues Programm einstudiert, größere Programme auch über zwei Semester. Im Fall des Wahlpflichtfachs findet gegen Semesterende eine praktische Prüfung statt, bei der Teile aus dem erarbeiteten Semesterprogramm vorzutragen sind.

### Lehrkräfte

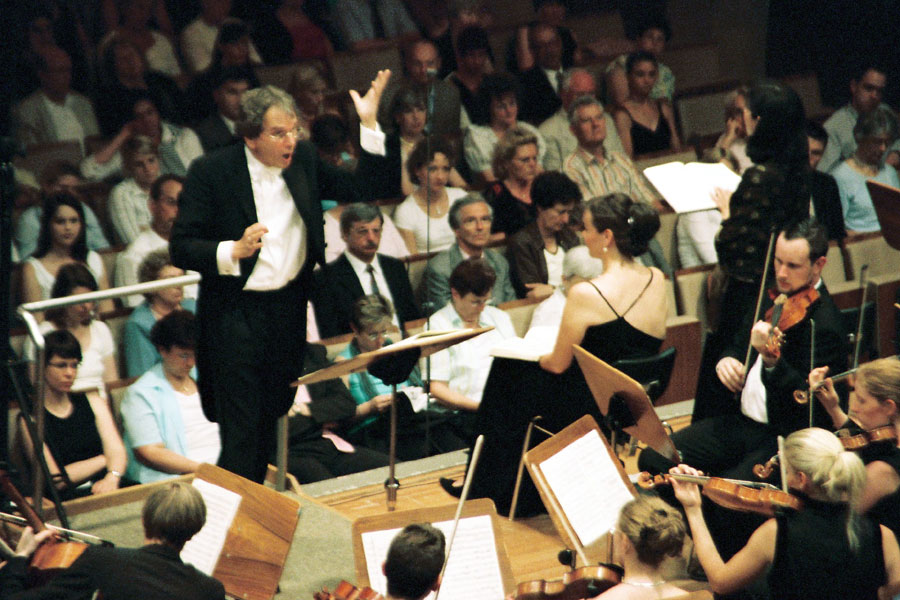
Theodor Schmitt 2006

Theodor Schmitt, der seit 1991 Professor für Musikwissenschaft an der Hochschule München war, leitete das Symphonieorchester und den Chor bis 2016. Seit 2016 ist Matthias Stoffels  Professor für Musik und Musikwissenschaft an der Fakultät 13 Studium Generale der Hochschule München und Leiter der Musikensembles. 
Als Lehrbeauftragte arbeiten im Bereich Musik:
- Julia Rüller, die im Orchester besonders die Streicher einstudiert,
- Johannes Steinbüchler, der die Stimmbildung im Chor durchführt, und
- Bastian Pusch, der die Bigband leitet.

## Musikensembles

### Symphonieorchester

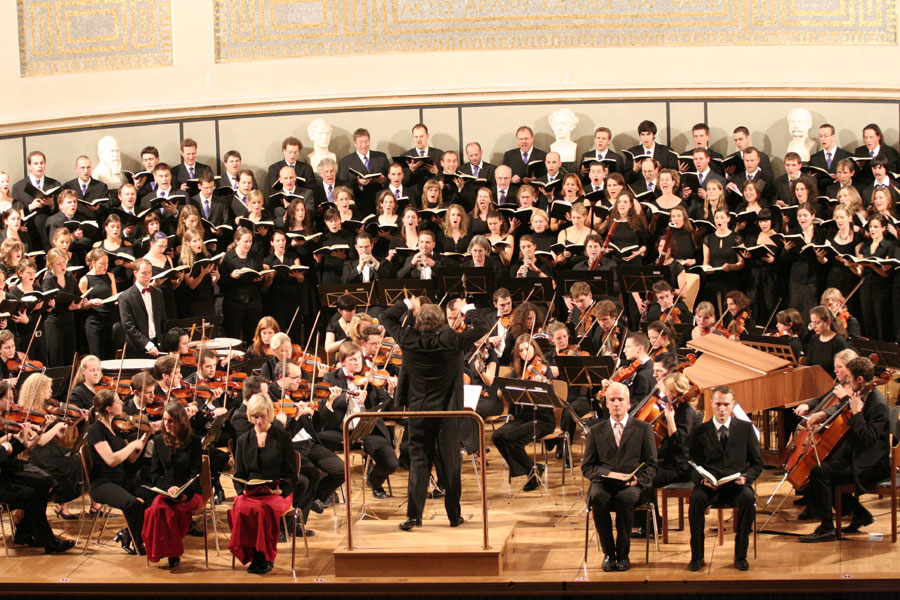
Winterkonzert 2006 in der Universitätsaula

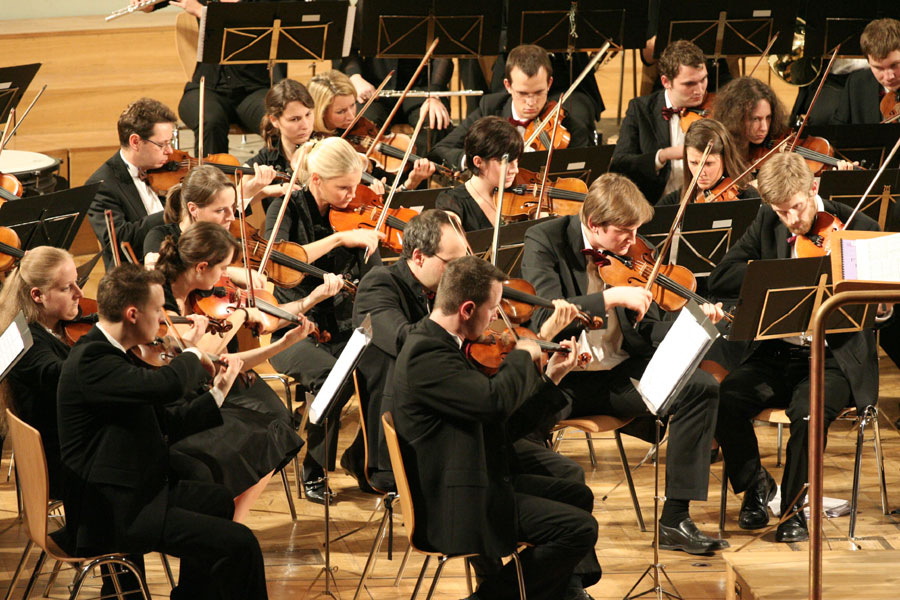
Orchester 2006 (Violinen)

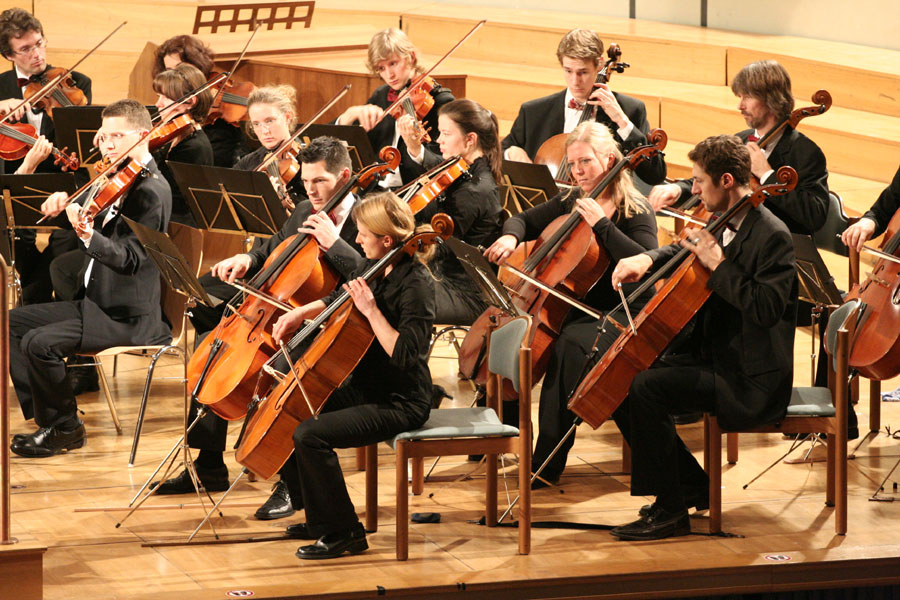
Orchester 2006 (Bratschen und Celli)

Das Symphonieorchester wurde 1952 von Joseph Suder am damaligen Oskar-von-Miller-Polytechnikum, einem der Vorläufer der Hochschule München, gegründet. 1962 gab er die Leitung des Symphonieorchesters an seinen Sohn Alexander Suder ab, der auch der erste Professor für Musikwissenschaft an der 1972 aus mehreren Vorgängerinstituten gegründeten Hochschule München (damalige Bezeichnung: Fachhochschule München) wurde. Nach der Emeritierung von Alexander Suder übernahm sein Nachfolger Theodor Schmitt 1991 auch die Leitung des Symphonieorchesters. 
Das Orchester hatte 2007 etwa 65 Mitglieder. Durch seine Funktion als "Wahlpflichtfach" ändert sich die Besetzung jedes Semester. Vor allem bei den Streichern kommt es jedes Semester zu größeren Wechseln. Neben den Studenten, die das Symphonieorchester als Wahlpflichtfach oder als freiwilliges Fach belegen und somit häufig wechseln, hat sich jedoch auch ein Kern aus Ehemaligen und aus Zugängen von außerhalb der Hochschule gebildet, die für eine gewisse Kontinuität sorgen. 
Geprobt wird während des Semesters einmal wöchentlich abends; zusätzlich kommen ein Probenwochenende und vor den Aufführungen einige Sonderproben hinzu.
Neben reinen Orchesterwerken werden im Symphonieorchester auch Werke für Chor und Orchester einstudiert, um gemeinsame Aufführungen mit dem Chor vorzubereiten.
Repertoire (Auswahl)
- Bach: Magnificat
- Haydn: Die Schöpfung
- Mozart: Requiem, Symphonie Nr. 40
- Beethoven: Symphonie Nr. 1
- Weber: Ouvertüre zur Oper „Der Freischütz“
- Mendelssohn Bartholdy: Symphonien Nr. 2 und 4, Oratorium „Elias“
- Brahms: Symphonie Nr. 2
- Schumann: Rheinische Symphonie
- Dvorak: Symphonie aus der Neuen Welt
- Mussorgski: Eine Nacht auf dem Kahlen Berge
- Verdi: Requiem
- Ravel: Boléro
- Gershwin: Rhapsody in Blue
- Orff: Carmina Burana
- Lutoslawski:, Mala Suita
- Filmmusik: Star Wars

### Chor

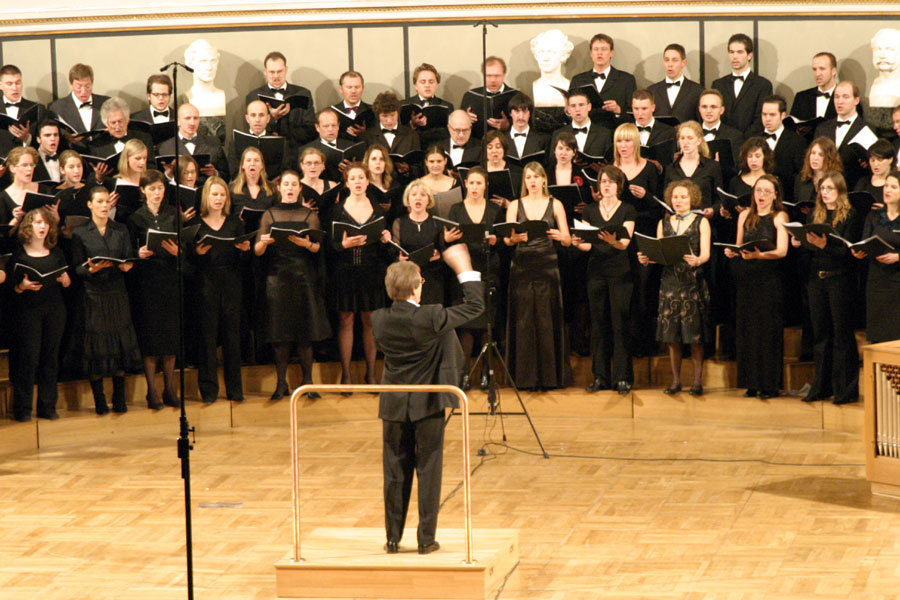
Chor a cappella 2005

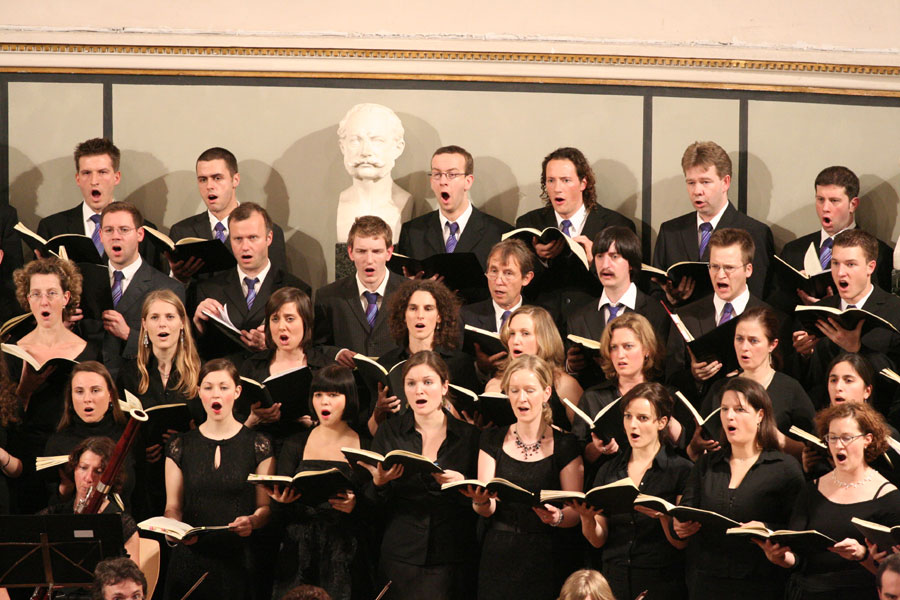
Chor 2006 (Ausschnitt von Alt und Bass)

Der Chor wurde wie das Symphonieorchester 1952 von Joseph Suder gegründet, 1962 an Alexander Suder übertragen und 1991 von Theodor Schmitt übernommen.
Der Chor hatte 2007 eine für Konzertchöre typische Größe von etwa 140 Mitgliedern. Wie im Symphonieorchester gibt es jedes Semester größere Wechsel und einen Kern von eher „festen“ Mitgliedern. Der Chor probt während des Semesters einmal wöchentlich (mittwochs) am Abend, wozu ein Probenwochenende und vor den Aufführungen einige Sonderproben hinzukommen.
Das Repertoire umfasst sowohl A-cappella-Werke als auch Werke für Chor und Orchester, die der Chor gemeinsam mit dem Symphonieorchester aufführt.
Repertoire (Auswahl)
- Schütz: Motetten
- Bach: Choräle aus dem Weihnachtsoratorium, Magnificat
- Händel: Der Messias
- Haydn: Die Schöpfung, Paukenmesse
- Mozart: Requiem
- Beethoven: Chorfantasie
- Mendelssohn Bartholdy: Symphoniekantate "Lobgesang", Elias
- Brahms: Ein deutsches Requiem
- Brahms- und Distler-Chöre
- Volkslieder und Chorwerke der Romantik
- Verdi: Requiem
- Orff: Carmina Burana
- Gospelprogramm und Jazzchöre
- Swingtitel der 30er und 40er Jahre
- Musical-Songs

### Bigband

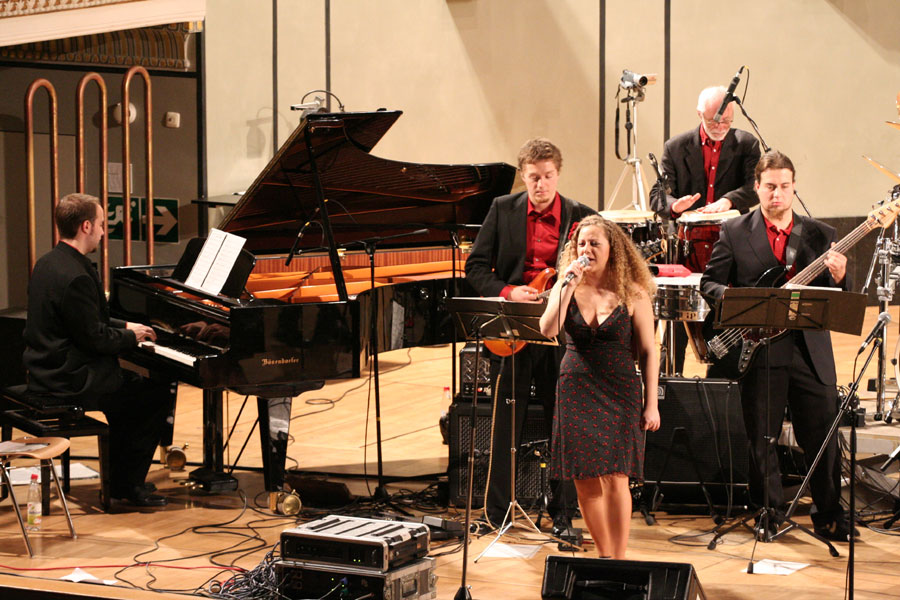
Bigband 2006, Sängerin und Teil der Rhythmusgruppe

Die Bigband der Hochschule München wurde Anfang der 1990er Jahre von Theodor Schmitt gegründet. 1998 gab er die Leitung an Bastian Pusch ab.
Die Bigband hat in voller Besetzung vier Trompeten, vier Posaunen, fünf Saxophone, eine Rhythmusgruppe (Klavier, Gitarre, Bass, Schlagzeug und Percussion) und eine Sängerin. Die Proben finden einmal pro Woche (montags) am Abend statt.
Anders als bei Symphonieorchester und Chor wird nicht jedes Semester ein völlig neues Programm einstudiert, sondern das bestehende Repertoire um etwa 4 bis 6 Stücke erweitert. Dabei gibt es für einzelne Musiker auch Gelegenheit zur Improvisation. 
Repertoire (Auswahl)
Das aktuelle Repertoire erstreckt sich von „klassischen“ Swingnummern (Benny Goodman, Glenn Miller) über Latin und Salsa-Titel (Tito Puente) bis hin zu aktuellen Rock-&-Pop-Songs.

## Auftritte

### Symphonieorchester und Chor

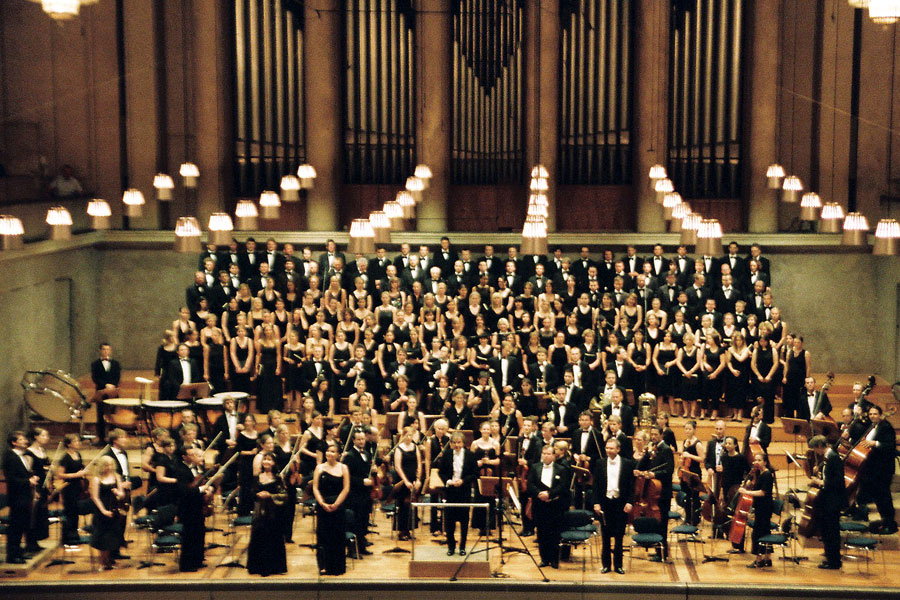
Chor und Symphonieorchester bei der Aufführung des Verdi-Requiems im Herkulessaal im Juni 2006

Symphonieorchester und Chor haben jeweils einen gemeinsamen Auftritt gegen Semesterende, in dem das während des Semesters erarbeitete Programm öffentlich dargeboten wird. Meistens finden diese Konzerte in der Großen Aula der Ludwig-Maximilians-Universität München statt, gelegentlich auch im größeren Rahmen wie z. B. im Herkulessaal der Residenz oder im Prinzregententheater.
Auch bei verschiedenen Veranstaltungen und Feiern der Hochschule sorgen kleinere Gruppen aus dem Chor oder kleinere Musikensembles (z. B. ein Bläserquartett) für die musikalische Untermalung. Gelegentlich unternehmen Symphonieorchester und Chor auch eine Konzertreise, beispielsweise im Dezember 2006 nach Brasilien.

### Bigband

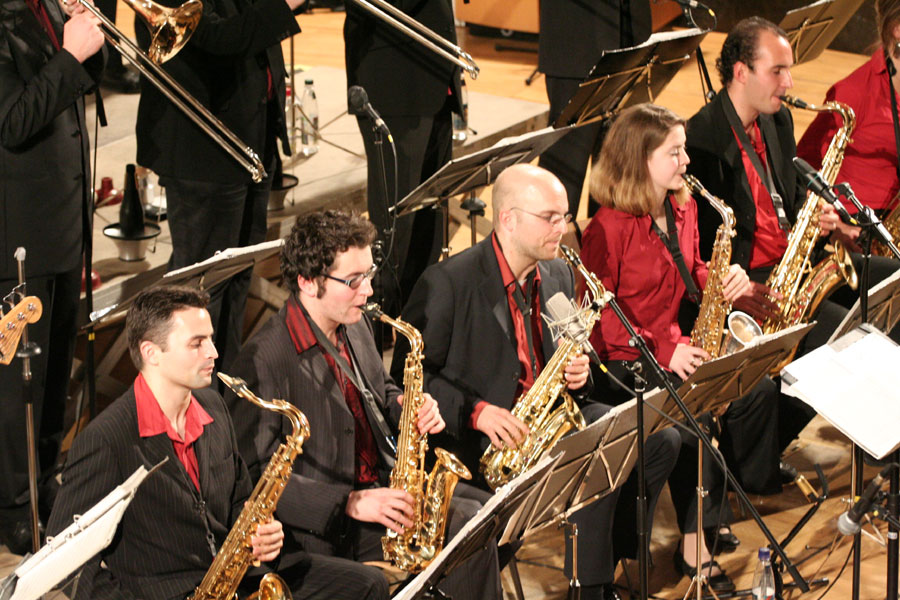
Bigband 2006, Saxophone

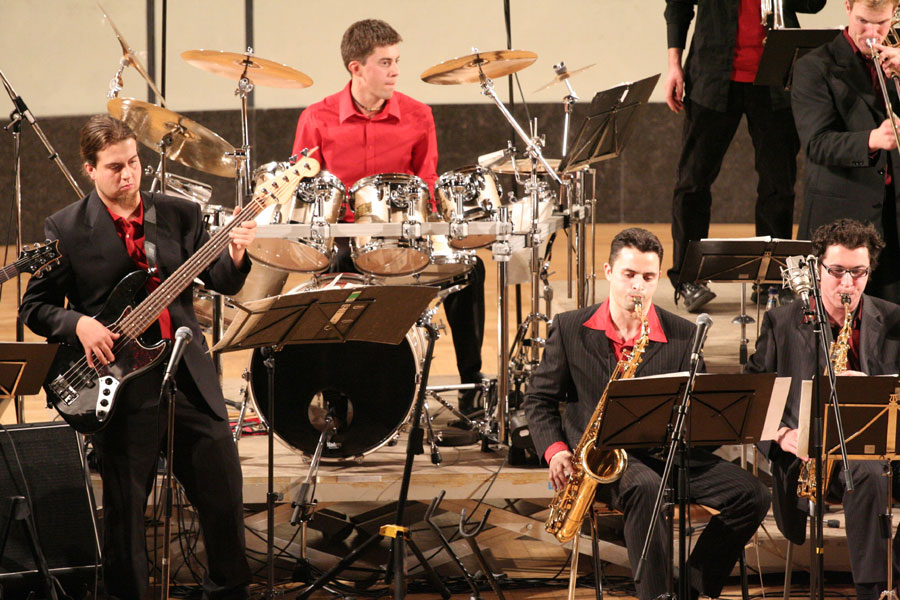
Winterkonzert 2006, Schlagzeug

Auch die Bigband bietet jeweils gegen Semesterende das während des Semesters erarbeitete Programm öffentlich dar. Im Wintersemester gibt es dafür ein Konzert in der Großen Aula der Ludwig-Maximilians-Universität München, im Sommersemester erfolgt diese Darbietung im Rahmen des Sommerfests der Hochschule München. Im Dezember 2005 gab es ein gemeinsames Konzert mit Hugo Strasser.
Daneben tritt die Bigband in der Regel aber auch während des Semesters mehrmals öffentlich auf, beispielsweise im Cord in München, im Foolstheater in Holzkirchen, bei Open-Air-Konzerten am Odeonsplatz, im Olympiapark oder in der Parkstadt Bogenhausen. 